# Konrad Suwalski
Konrad Zygmunt Suwalski ps. „Mruk”, „Cichy” (ur. 18 stycznia 1917 w Bolesławiu k. Olkusza, zm. 10 sierpnia 1945 w Kielcach) – żołnierz Armii Krajowej.

## Życiorys
Przed wybuchem II wojny światowej Konrad Suwalski wraz ze swym bratem Józefem Suwalskim (więzionym w niemieckim obozie zagłady Auschwitz-Birkenau, a następnie zamordowanym w obozie Mauthausen-Gusen) oraz rodzicami, opuścił rodzinne strony przenosząc się do Ćmielowa. Ojciec oraz brat pracowali w pobliskiej kopalni rudy żelaza położonej na Piaskach Brzóstowskich.
Późną jesienią 1942 roku z inicjatywy Konrada Suwalskiego powstał oddział Narodowej Organizacji Wojskowej „Barwy Białe”, który po akcji scaleniowej NOW z AK (listopad 1943) stał się jednym z pierwszych oddziałów partyzanckich na Kielecczyźnie. Zgrupowanie pod dowództwem Suwalskiego ps. „Mruk”, „Cichy” oraz jego zastępcy plutonowego Antoniego Granata „Czarny” z Krzczonowic stosunkowo szybko rozrosło się liczebnie. Początkowo liczyło 20 partyzantów rekrutujących się z Ćmielowa i okolic, a po wejściu w jego skład oddziału „Rogacza”, którym dowodził „Herny” (Julian Rolak), stan liczebny wynosił do 50 dobrze uzbrojonych i umundurowanych żołnierzy pochodzących z całego terenu obwodu opatowskiego. Głównym zadaniem oddziału obok walki z okupantem stało się zwalczanie wszelkich przejawów bandytyzmu.
Źródła powstałe przed 1989 rokiem podają, że oddział „Cichego” 12 lutego 1944 roku otoczył oddział Armii Ludowej im. Sowińskiego w majątku Szwarszowice, który kwaterował tam po uprzednim stoczeniu walki z żandarmerią niemiecką. W kilkugodzinnej walce zginęło czterech alowców, pozostali poddali się. 10 z pojmanych zostało podobno rozstrzelanych w pobliskim lesie, a pozostałych zwolniono. W lutym 1944 roku ppor. Konrad Suwalski „Mruk” przeprowadził samowolną akcję przeciwko oddziałowi Armii Ludowej (AL) w Wólce Bodzechowskiej. W konsekwencji nastąpiły obustronne krwawe represje. Dalszym etapem rozwijającego się konfliktu było wzięcie zakładników, wskutek tego powstawały dalsze napięcia w okolicach Ćmielowa. W związku z tym ppor. „Mruka” usunięto ze stanowiska dowódcy, a jego funkcję objął ppor. „Topór” (Władysław Pietrzykowski). Po zmianie kierownictwa doszło do rozmów między AK i AL, w wyniku których zakładnicy po obu stronach zostali zwolnieni, a wzajemne stosunki uległy poprawie.
Latem 1944 roku ppor. Suwalski walczył jako oficer dyspozycyjny w oddziale AK Tomasza Wójcika „Tarzana”. Po dołączeniu do innych oddziałów AK działających na terenie Okręgu Radomsko-Kieleckiego AK jego faktycznym dowódcą stał się por. Eugeniusz Kaszyński „Nurt” – cichociemny podporządkowany legendarnemu dowódcy partyzantki Armii Krajowej w Górach Świętokrzyskich – Janowi Piwnikowi ps. „Ponury”. W sierpniu w składzie I batalionu 1 kompanii 2 pułku piechoty Legionów „Mruk” szedł na pomoc powstańczej Warszawie. Razem ze swoim oddziałem przeszedł cały szlak bojowy pułku od Ostrowca Świętokrzyskiego poprzez Staszów, Opatów, Dziebałtów aż po okolice Przysuchy. Jego oddział zdemobilizował się jesienią po bitwach w lasach koneckich pod Chotowem.
Po rozkazie komendanta głównego Leopolda Okulickiego z 19 stycznia 1945 roku o rozwiązaniu AK ppor. Suwalski wyjechał w swe rodzinne strony. Nie ujawniał się. 27 kwietnia 1945 roku będąc w Kielcach został rozpoznany i aresztowany przez patrol UB. Wielu funkcjonariuszy kieleckiego aparatu bezpieczeństwa stanowili dawni partyzanci AL z Ostrowca Świętokrzyskiego i okolic, czyli terenu działania ppor. Suwalskiego.
Przesłuchania ppor. Suwalskiego trwały od końca kwietnia do połowy czerwca. Głównym oskarżycielem w procesie przeciwko Suwalskiemu został naczelnik Wydziału do Walki z Bandytyzmem kieleckiego WUBP major Stefan Szymański, ps. „Góral”, dowódca Oddziału AL im. Bartosza Głowackiego, pochodzący z Ćmielowa. Ten sam major wydał 13 kwietnia 1944 roku rozkaz rozstrzelania w Denkówku k. Ostrowca Świętokrzyskiego, 5 żołnierzy z oddziału Eugeniusza Kaszyńskiego „Nurta”. Ważną rolę w procesie odegrał też inny partyzant AL, były uczeń ostrowieckiego gimnazjum im. Chreptowicza Edmund Kwasek – osławiony kat kieleckiego i mokotowskiego UB, wykonawca wyroków.
11 lipca 1945 roku, Okręgowy Sąd Wojskowy w Łodzi na sesji w Kielcach skazał Suwalskiego na mocy artykułu 91 par. 1 kk WP na karę śmierci przez rozstrzelanie oraz pozbawienie praw obywatelskich, honorowych i publicznych na zawsze. Umieszczenie „Mruka” w celi śmierci uniemożliwiło mu ucieczkę z kieleckiego więzienia śledczego WUBP przy ul. Zamkowej, z którego 5 sierpnia po brawurowej akcji około 250-osobowy oddział AK pod dowództwem Antoniego Hedy ps. „Szary” rozbił więzienie, uwalniając około 350 więźniów. Przygotowanie za małej ilości materiału wybuchowego zużytego wcześniej na wysadzenie bramy wartowni i krat do poszczególnych pawilonów uniemożliwiło rozbicie specjalnych zabezpieczeń celi śmierci. 10 sierpnia 1945 roku dwaj wartownicy więzienia oraz Kwasek zawieźli ppor. Konrada Suwalskiego na Pakosz, na cmentarz żydowski, gdzie został rozstrzelany.
Ppor. Konrad Suwalski „Mruk” w wyniku procesu rehabilitacyjnego na początku lat 90. wyrokiem sądu odzyskał pośmiertnie prawa obywatelskie, publiczne i honorowe. Został również odznaczony Krzyżem Walecznych i Krzyżem Armii Krajowej. Upamiętnia go tablica pamiątkowa na Wykusie, znajdująca się tuż przy mogile jego dowódcy „Nurta”.